# Base aérienne de Brustem
La base aérienne de Brustem est une ancienne base de la Force aérienne belge située dans le quartier de Brustem de la ville de Saint-Trond dans la Province de Limbourg.
La base militaire a été fermée le 18 novembre 1996.
Elle a été reconvertie pour des usages civils sous le nom d'aéroport régional du Limbourg. 
Depuis 2015, le Droneport, un incubateur pour le développment de drones civils, y est installé.